# Station Cwmbach
Cwmbach is een spoorwegstation van National Rail in Rhondda Cynon Taf in Wales. Het station is eigendom van Network Rail en wordt beheerd door Transport for Wales. 